# Prismopora concava
Prismopora concava är en mossdjursart som beskrevs av Mather 1915. Prismopora concava ingår i släktet Prismopora och familjen Hexagonellidae. Inga underarter finns listade i Catalogue of Life.